# Susan Monclús Twomey
Susan Monclús Twomey (Sitges, Garraf, 4 de juliol de 1967) és una exjugadora i directiva de rugbi catalana.
S'inicià en l'atletisme, proclamant-se dues vegades campiona de Catalunya sub 23 en 400 m tanques (1986 i 1987). Durant la dècada del 1990, practicà el rugbi i fou jugadora Rugby Club Sitges, del qual forma part de la seva junta directiva, i del BUC. Internacional amb la selecció espanyola de rugbi en vint-i-quatre ocasions, es proclamà campiona d'Europa el 1995. També participà al Campionat del Món de 1991 i 1998. Posteriorment, en la modalitat de rugbi touch jugà al BUC i competí al Campionat del Món de 2011.

## Palmarès
Selecció espanyola
- 1 medalla d'or al Campionat d'Europa de rugbi femení: 1995
- 3 medalles d'argent al Campionat d'Europa de rugbi femení: 1996, 1999, 2000
- 1 medalla de bronze al Campionat d'Europa de rugbi femení: 1997